# Château Malaise
Pour les articles homonymes, voir malaise.

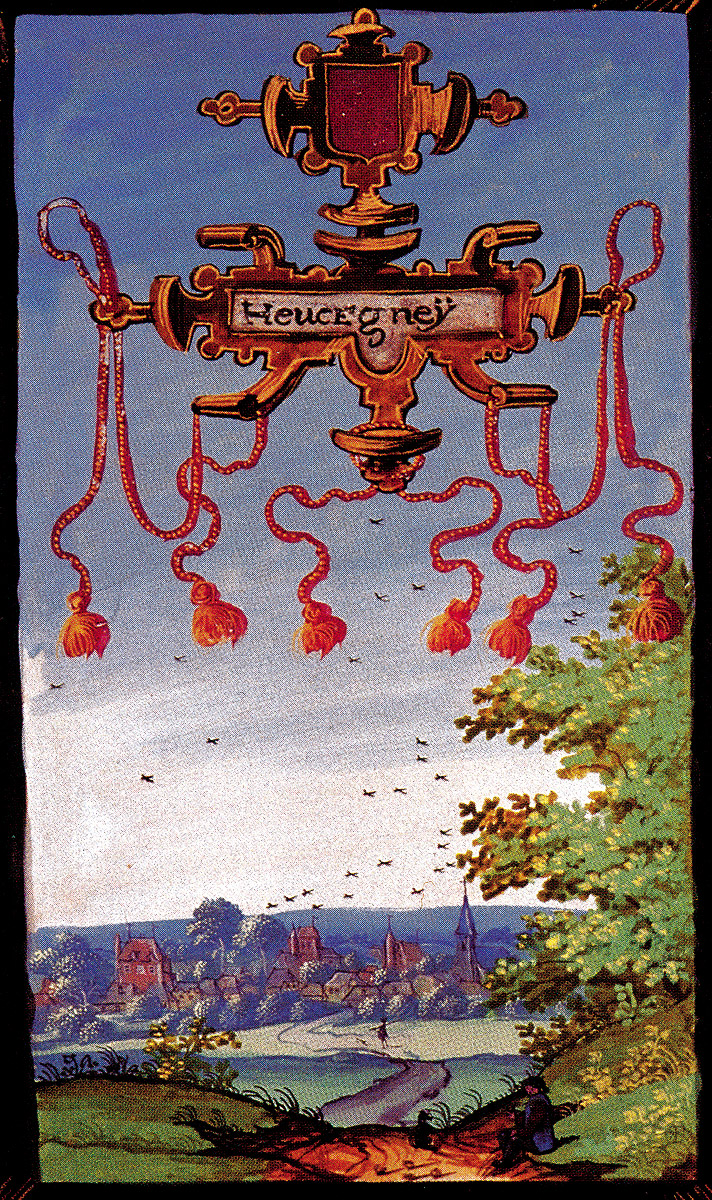
Vue de Huissignies
(Le Château se trouve sur la gauche).

Le château Malaise est un château situé en Wallonie à Huissignies (Belgique), classé monument historique le 2 décembre 1982.
Connue sous le nom « Catiau Malaise », mais aussi maison forte, bastionnet ou castelet de Huissignies, cette massive construction remonte au  Moyen Âge.
Entourée de douves alimentées, jadis par la Hunelle, détournée au profit du Babechin, bâtie à l’origine sur un plan rectangulaire, cette construction possédait toutes les caractéristiques des donjons traditionnels normands. De bas en haut se succèdent les celliers, la salle d’armes, le logis à l’étage, les combles coiffés d’une bâtière à croupes débordantes.
Jusqu’au cordon médian, la défense de la partie inférieure était assurée par des murs épais alors que la partie supérieure n’était qu’une sorte de belvédère en colombage comblé de pisé, supportant une charpente.
La plus ancienne partie date du XIIe siècle, la tour accolée au nord date du XVIe siècle, la partie supérieure a été réhabilitée et agrandie vers le sud au XIXe siècle.
La tour servit de « retraite » (prison) et de latrines. Un colombier chapeautait le tout.
À l’étage, sur le flanc est, se décrochait une chapelle dédiée à sainte Cécile. La porte percée dans la façade ouest, surmontée des armes des d’Aremberg, était protégée d’une herse coulissant dans l’épaisseur du mur, commandée par un bourriquet depuis les combles. Ce domaine privé n’est pas accessible.